# Brik (koets)

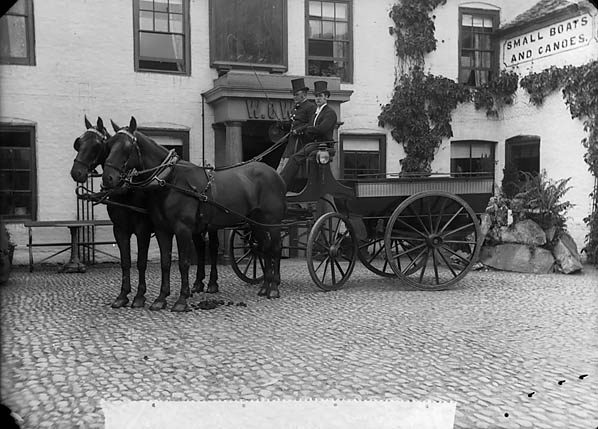
Een brik

Een brik (Frans: break) was een type paard en wagen dat vanaf midden 19e eeuw tot begin 20e eeuw gebruikt werd voor het trainen van paarden. Het is een rechthoekig rijtuig dat voornamelijk voor sport- en vrijetijd gebruikt werd zoals de jacht. Als de passagiersbanken permanent geïnstalleerd zijn spreekt men van een wagonette. Het kan ook verwijzen naar een automobielontwerp met een vergelijkbare vorm. 
De benaming "brik" komt van het Engelse break. Dit verwijst naar de uitdrukking to break in a horse of het temmen van paarden voor gebruik als trekdier. 
De Belgische producent De Ruytter-Demessine toonde in 1889 een brik met zitplaatsen op het dak en oogstte hiermee veel succes in de Verenigde Staten.

## Afbeeldingen

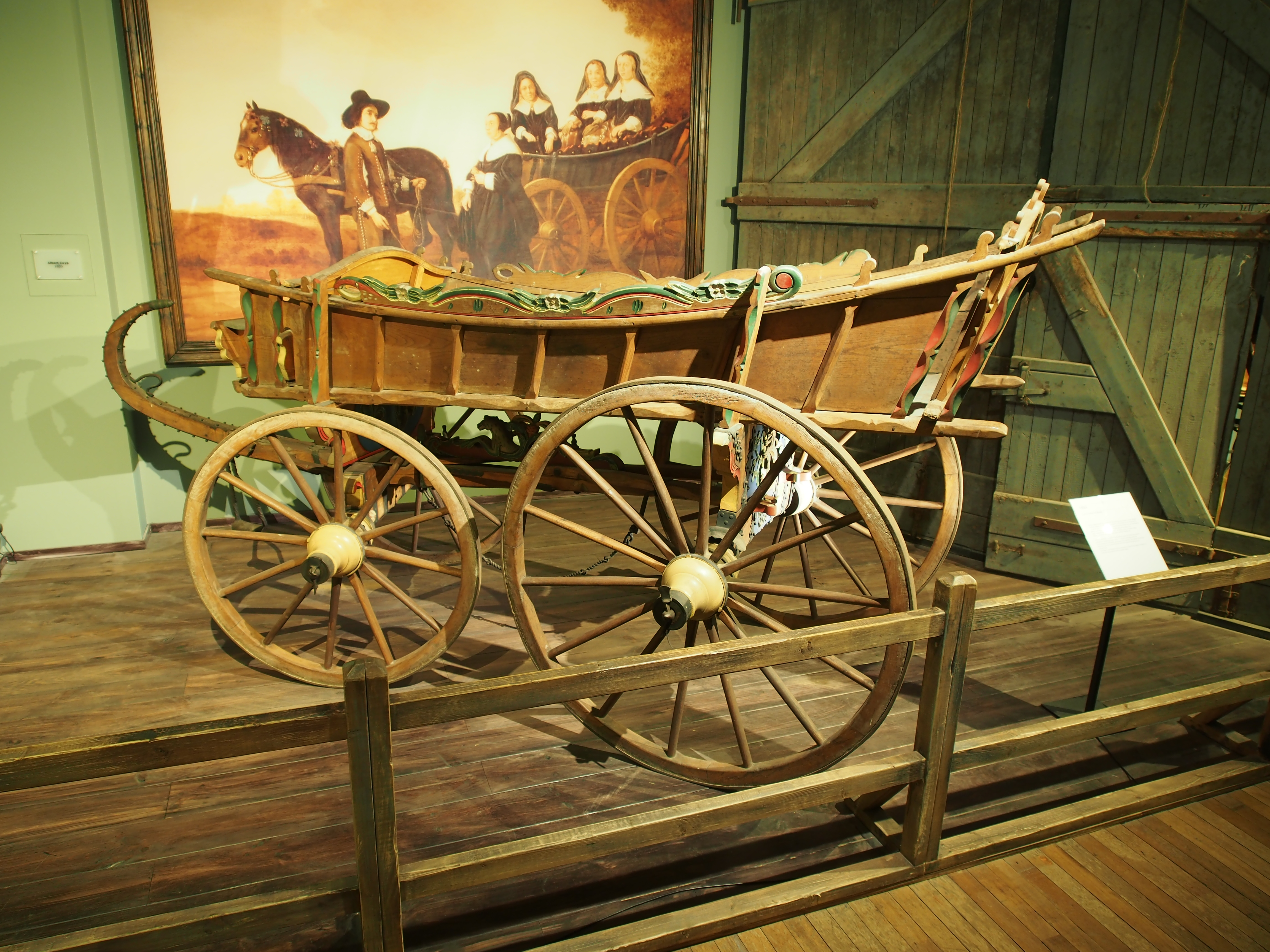
Een brik uit 1884
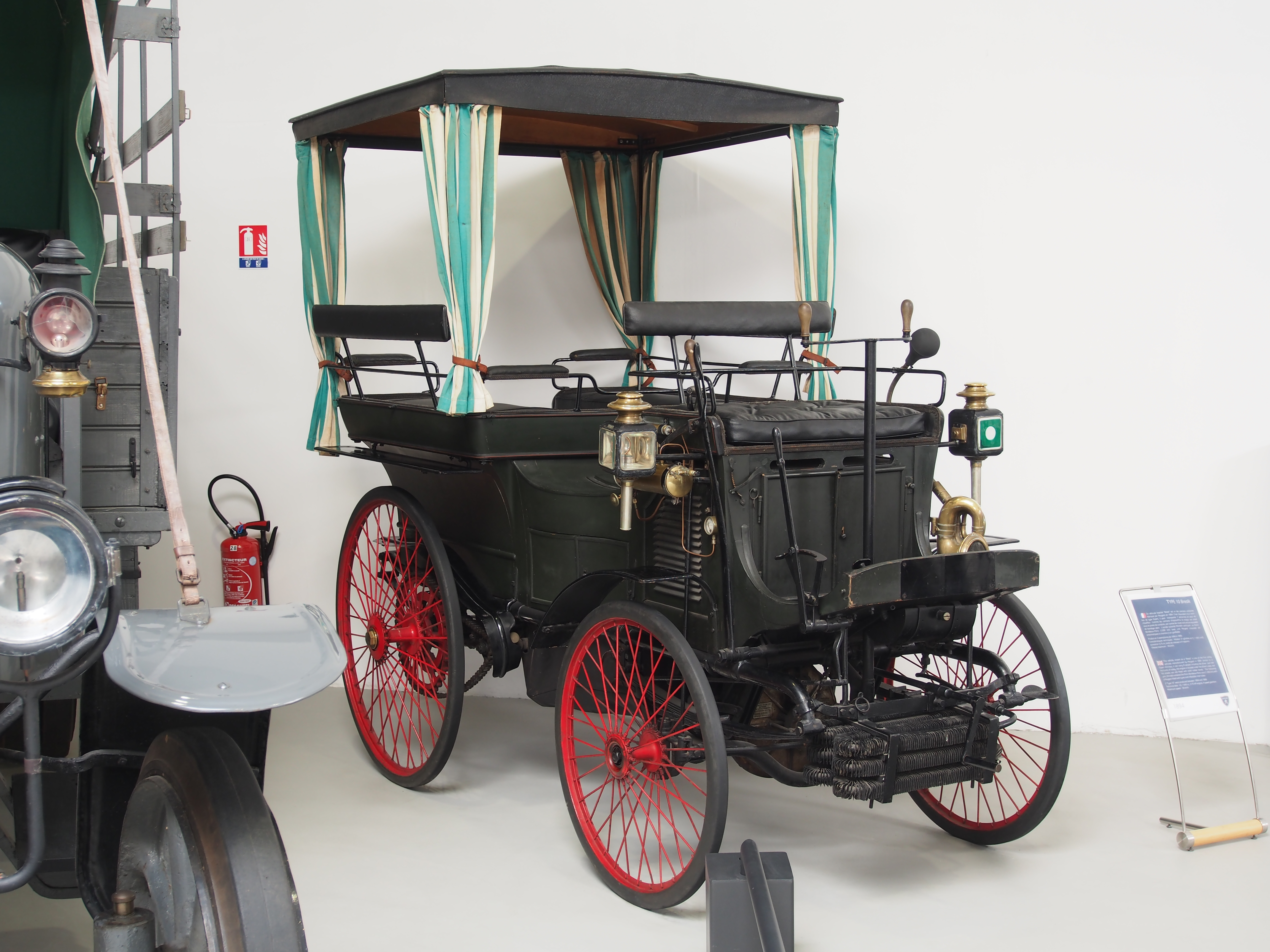
Peugeot Type 10 "break" uit 1894
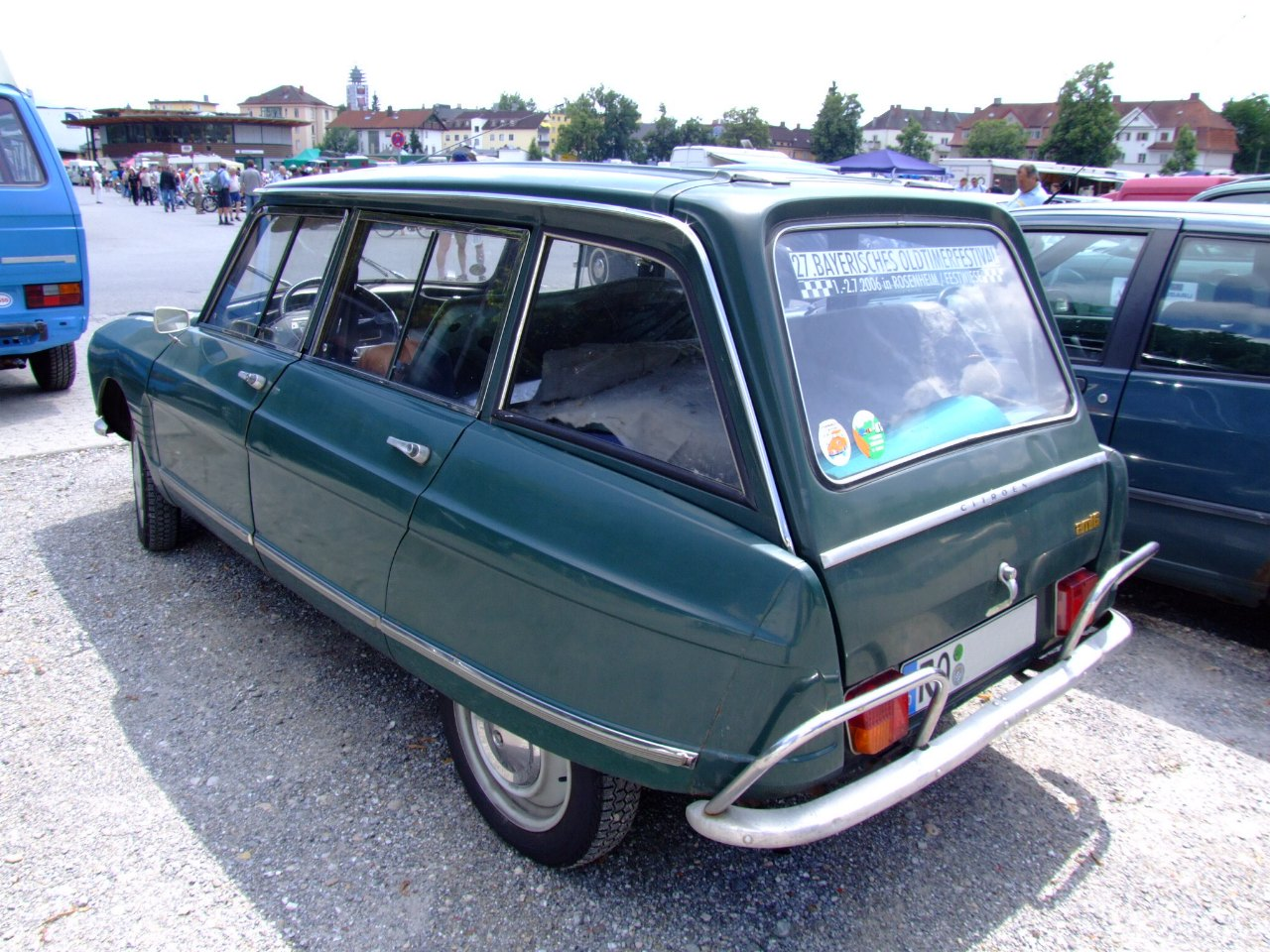
Citroën Ami 6 Break